# Oligoclada teretidentis
Oligoclada teretidentis is een libellensoort uit de familie van de korenbouten (Libellulidae), onderorde echte libellen (Anisoptera).
De wetenschappelijke naam Oligoclada teretidentis is voor het eerst geldig gepubliceerd in 2003 door Rehn.